# Bodo H. Hauser

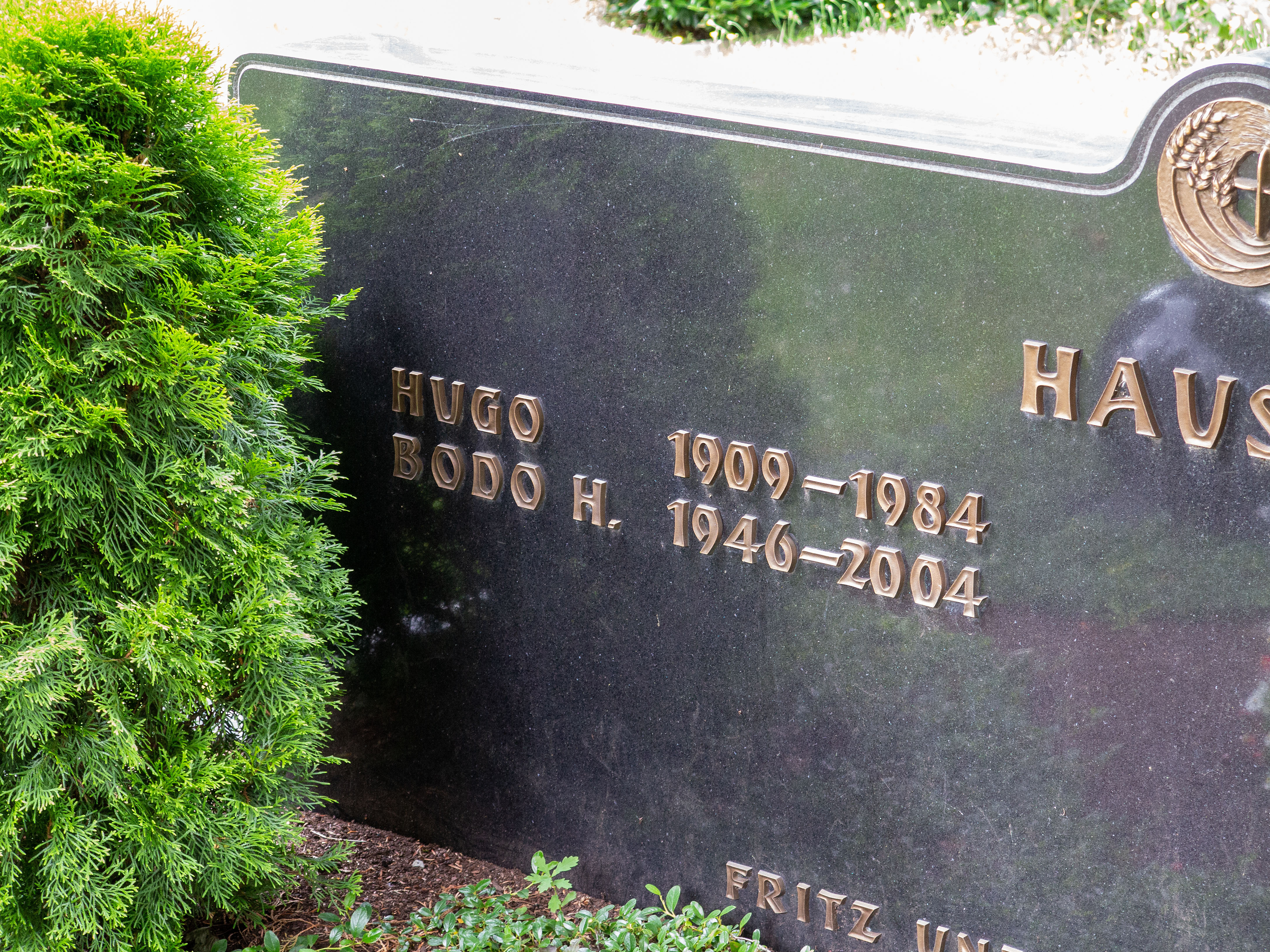
Grabstein Familie Hauser (Ausschnitt - Hauptfriedhof (Krefeld))

Bodo Hugo Hauser (* 23. Februar 1946 in Krefeld; † 22. Juli 2004 ebenda) war ein deutscher Journalist, Moderator und einer der zwei Programmgeschäftsführer des Fernsehsenders Phoenix. 

## Leben
Bodo Hausers Vater war Krawattenfabrikant in Krefeld. Hauser besuchte das Fichte-Gymnasium Krefeld und studierte von 1968 bis 1972 an der Albert-Ludwigs-Universität Freiburg, der Universität Lausanne, der Universität Cambridge und der Universität Bonn Rechts- und Staatswissenschaften. 1984 folgte ein Ergänzungsstudium an der Harvard-Universität.
Von 1973 bis 1976 war er ständiger freier Mitarbeiter im Bonner ZDF-Studio. Danach war er für das ZDF als Korrespondent in Düsseldorf tätig. 1978 wurde er in Mainz stellvertretender Leiter des Magazins Länderspiegel. Von 1981 bis 1987 war er bei den Bonner Perspektiven zum ersten Mal vor der Kamera zu sehen. Von 1988 bis 1993 war er bei Studio 1.
Bekannt wurde er durch das ZDF-Politmagazin Frontal, das er seit 1993 gemeinsam mit Ulrich Kienzle moderierte und in dem er meist eine konservative Position präsentierte. Kennzeichnend für die Sendung waren die ironisch-humorvolle Moderation des Journalistenduos, die Mischung aus Information und Entertainment und der legendäre Schlussdialog „Noch Fragen, Kienzle?“ – „Ja, Hauser.“ Vor allem aber lebte das Magazin von den Auseinandersetzungen und Meinungsverschiedenheiten der beiden Moderatoren, die nach eigenen Angaben nicht gespielt waren.
Als Kienzle 2000 in den Ruhestand ging, wurde die Sendung nach 290 Folgen eingestellt. Im selben Jahr wurde Bodo Hauser als Vertreter des ZDF Programmgeschäftsführer des Nachrichten- und Dokumentationssenders Phoenix, für den er auch die Talkshow Unter den Linden moderierte. Im ZDF leitete er die Sendung Nachtduell.
Hauser war verheiratet und hatte zwei Kinder. Am 22. Juli 2004 starb er unerwartet im Alter von 58 Jahren aufgrund einer zu spät erkannten inneren Blutung nach einer Darmoperation.  Eine Lungenembolie als Todesursache konnte nach einer Obduktion ausgeschlossen werden. Eine Gutachterkommission bei der Ärztekammer Nordrhein schloss auf einen ärztlichen Behandlungsfehler. Ein Strafverfahren gegen den Chirurgen wurde jedoch später mangels hinreichenden Tatverdachts eingestellt. Bodo H. Hauser wurde auf dem Hauptfriedhof seines Geburtsortes Krefeld beigesetzt.

## Auszeichnungen
- Pfeifenraucher des Jahres (1994)
- Bambi (1996)
- Bundesverdienstkreuz am Bande (9. Mai 1997)[3]
- Krawattenmann des Jahres (1997)

## Buchveröffentlichungen
- Bodo H. Hauser, Ulrich Kienzle, Stephan Reichenberger: Noch Fragen, Kienzle? Ja, Hauser!, Heyne, 1997, ISBN 3453117670.
- Bodo H. Hauser, Ulrich Kienzle: Total Frontal, Heyne, 1999, ISBN 3453155300.
- Bodo H. Hauser, Ulrich Kienzle: Bitte recht feindlich!, Heyne, 2002, ISBN 3453164970.
- Bodo H. Hauser, Ulrich Kienzle: Küchenkabinett, Heyne, 2002, ISBN 3453165365.
- Bodo H. Hauser, Ulrich Kienzle: SchwarzRotGeld, Hoffmann und Campe, 2002, ISBN 3455110762.